# Güntherov dik-dik
Güntherov dik-dik (lat. Madoqua guentheri) je mala vrsta antilope koja se nalazi u istočnoj Africi. 

## Opis
Güntherov dik-dik jedan je od najmanjih kopitara u Africi, težak je između 3–5 kilograma. Ima žućkasto-sivu do crvenkasto-smeđu boju krzna, crna kopita, malu glavu na dugim vratom i velike uši s bijelim unutarnjim dijelovima. Ima kratak rep je kratak (3–5 cm). Mužjaci imaju rogove, koji su dugački oko 9,8 cm. Iako su jezgre rogova prisutne samo u mužjaka, rodno prepoznavanje može biti teško iz daljine jer se ženke veće i nemaju rogove.

## Rasprostranjenost i stanište
Vrsta se nalazi u nizinama Etiopije, sjevernim i istočnim regijama Kenije, Somalije, jugoistočnom Sudanu i Ugande. Tipično stanište uključuje vegetaciju niskog raslinja, savanjskog travnjaka i riječnih šuma. Stanište se preklapa s drugim vrstama dik-dika, poput Kirkovog dik-dika.  

## Ekologija
Güntherov dik-dik hrani se biljkama u blizini tla, zbog njegovog niskog tijela. Prvenstveno je dnevna životinja, a najviše je aktivan u zoru i u sumrak. Jedinke su većinom samci i ne žive dugo jer mladunče brzo osamostali. Ženke obično rode samo jedno mladunče.
Iako ima ograničen vokalni repertoar, pokazalo se da ova vrsta reagira s povećanom budnošću ili bježanjem na alarmne pozive ptice  Crinifer leucogaster.

## Zaštita
Procjenjuje se kako u Africi živi oko 500 000 jedinki ove vrste, zbog čega ju je IUCN klasificirao u najmanji stupanj zabrinutosti.